# Raión de Pónyri
El raión de Pónyri (ruso: Поныро́вский райо́н) es un distrito administrativo y municipal (raión) ruso perteneciente a la óblast de Kursk. Se ubica en el norte de la óblast. Su capital es Pónyri.
En 2021, el raión tenía una población de 10 893 habitantes.
El raión es limítrofe al norte con la óblast de Oriol.

## Subdivisiones
Comprende el asentamiento de tipo urbano de Pónyri (la capital, que forma un ayuntamiento urbano sin pedanías) y 48 localidades rurales. A efectos de autogobierno local (descentralización), estas últimas se agrupan en siete asentamientos rurales, que reciben el nombre tradicional de selsovet (сельсовет), y que son los siguientes:
- 1-e Pónyri
- 2-e Pónyri
- Verjnesmorodino
- Vozy
- Goriainovo
- Oljovatka
- Pervomáiskoye

El actual mapa de autogobierno local data de varias fusiones de ayuntamientos que tuvieron lugar en 2010. Sin embargo, a efectos de división territorial de los órganos internos federales y de la óblast (desconcentración), se sigue dividiendo en los catorce gobiernos locales que se habían definido en 2004, y que crearon sus ayuntamientos conforme a dicho mapa en 2006. Los seis selsovety que siguen existiendo como áreas administrativas, pero desde 2010 sin ayuntamiento, son:

- Bobrovka (integrado en Goriainovo)
- Berézovets (integrado en Pervomáiskoye, que entre abril y diciembre de 2010 se llamó "selsovet de Pónyri")[7]
- Nizhnesmorodino (integrado en Verjnesmorodino, que entre abril y diciembre de 2010 se llamó "selsovet de Smorodino")
- Brusovoye (integrado en Vozy; entre 2004 y 2006 ya se habían intentado fusionar, pero con la capital del selsovet en Brusovoye)[8][9]
- Iguishevo y Stanovoye (integrados en Oljovatka; entre 2004 y 2006 ya se habían intentado fusionar, pero con la capital del selsovet en Stanovoye)[10]